# Bothropoides diporus
Bothropoides diporus là một loài rắn trong họ Rắn lục. Loài này được Cope mô tả khoa học đầu tiên năm 1862.